# Agriș, Satu Mare
Agriș (în maghiară Egri) este satul de reședință al comunei cu același nume din județul Satu Mare, Transilvania, România.

## Monumente
- Biserica parohială romano-catolică, cu hramul Sfânta Elisabeta a Ungariei

## Personalități
- Ferenc Visky (1918-2005), pastor reformat, deținut politic, scriitor